# Mary's Little Lamb
Mary’s Little Lamb is een Belgische alt.country/Americana groep opgericht in 2005.
De vijfkoppige band wordt getypeerd door de blazers en de diepe stem van de zanger.

## Geschiedenis
De groep ontstond in 2005 in Keerbergen als een klassiek rocktrio dat blues- en rootsrock bracht.
Uit hun debuut-EP in 2009 kreeg de titelsong (A long way from home) airplay op Radio 1.
Gaandeweg evolueerde hun stijl richting alt.country/Americana en in 2011 breidde de groep uit met twee extra trompettisten.
In 2013 breidde de groep uit met een extra trombone-speler.
Eind 2014 presenteerde Mary's Little Lamb hun eerste album (Fortune & Chance). Het bevat 11 eigen nummers en één Hank Williams-cover. Het bevat ook een duet met Laïs- en King Dalton-zangeres Jorunn Bauweraerts.
Uit het album waren de nummers "It Can't Go Wrong", "The Outlaw" en "A long way from home" te horen op televisie, onder andere in de Eén-reeksen De Ridder en De Fiscus.
In 2015 werd het blazerstrio vervangen door twee nieuwe trompettisten.
In 2016 tekende de band een platencontract bij het label Rootz Rumble.
Begin 2017 verscheen het album Elixir for the drifter bij Rootz Rumble. Het album bevat opnieuw 11 eigen nummers, één Hank Williams-cover en een duet, ditmaal met Kathleen Vandenhoudt. Het album werd positief onthaald.

## Discografie
- A long way from home (ep) - 2009
- Fortune & chance - 2014
- Elixir for the drifter - 2017